# Hassela landskommun
Hassela landskommun var en tidigare kommun i Gävleborgs län. Centralort var Hassela och kommunkod 1952–73 var 2135.

## Administrativ historik
Hassela landskommun inrättades den 1 januari 1863 i Hassela socken i Hälsingland  när 1862 års kommunalförordningar trädde i kraft. Kommunen förblev opåverkad av kommunreformen 1952.
Den 1 januari 1971 infördes enhetlig kommuntyp och Hassela landskommun ombildades därmed, utan någon territoriell förändring, till Hassela kommun. Tre år senare blev dock kommunen en del av den nya Nordanstigs kommun.

### Kyrklig tillhörighet
I kyrkligt hänseende tillhörde kommunen Hassela församling.

## Kommunvapnet
Blasonering: I rött fält en hasselnöt med svepe, allt av guld.
Detta vapen fastställdes av Kungl. Maj:t den 18 december 1964. Se artikeln om Nordanstigs kommunvapen för mer information.

## Geografi
Hassela landskommun omfattade den 1 januari 1952 en areal av 459,30 km², varav 438,80 km² land. Efter nymätningar och arealberäkningar färdiga den 1 januari 1961 omfattade landskommunen samma datum en areal av 457,75 km², varav 437,19 km² land.

### Tätorter i kommunen 1960
| Tätort         | Folkmängd |
| -------------- | --------- |
| Kyrkbacken     | 431       |
| Hassela kyrkby | 229       |

Tätortsgraden i kommunen var den 1 november 1960 35,0 procent.

## Politik

### Mandatfördelning i valen 1938-1970
| 2 | 15 | 2 | 2 | 3 |  |

| 25 |

| 3 | 16 | 3 | 2 |  |

| 24 |

| 4 | 13 | 5 | 3 |

| 24 |

| 3 | 17 | 4 | 6 |

| 28 |

| 3 | 18 | 4 | 5 |

| 27 |

| 3 | 16 | 5 | 4 | 2 |

| 27 |

| 3 | 17 | 5 | 4 |  |

| 28 |

| 3 | 14 | 7 | 5 |  |

| 28 |

| 3 | 15 | 8 | 3 |  |

| 26 |

### Fotnoter
1. ↑  Per Andersson: Sveriges kommunindelning 1863-1993, Draking, Mjölby 1993, ISBN 91-87784-05-X, s. 90
2. ↑  ”Svenska Heraldiska Föreningens vapendatabas”. Arkiverad från originalet den 18 oktober 2012. https://web.archive.org/web/20121018011750/http://databas.heraldik.se/index.php. Läst 7 januari 2011.
3. ↑   (PDF) Folkräkningen den 31 december 1950, I, Areal och folkmängd inom särskilda förvaltningsområden m.m., Tätorter. Stockholm: Statistiska centralbyrån. 1952-05-19. sid. 105. Arkiverad från originalet den 1 oktober 2014. https://www.webcitation.org/6T09ZkyrB?url=http://www.scb.se/Grupp/Hitta_statistik/Historisk_statistik/_Dokument/SOS/Folkrakningen_1950_1.pdf. Läst 9 oktober 2014 Arkiverad 29 oktober 2013 hämtat från the Wayback Machine.
4. ↑   ( PDF) Folkräkningen den 1 november 1960, I, Folkmängd inom kommuner och församlingar efter kön, ålder, civilstånd m.m.. Stockholm: Statistiska centralbyrån. 1961. sid. 54 & 203-204. Arkiverad från originalet den 15 juli 2015. https://www.webcitation.org/6a1zkRbkC?url=http://www.scb.se/Grupp/Hitta_statistik/Historisk_statistik/_Dokument/SOS/Folkrakningen_1960_01.pdf. Läst 16 november 2017 Arkiverad 14 oktober 2013 hämtat från the Wayback Machine.
5. ↑   ( PDF) Folkräkningen den 1 november 1960, II, Folkmängd inom tätorter efter kön, ålder och civilstånd.. Stockholm: Statistiska centralbyrån. 1961. sid. 27. Arkiverad från originalet den 29 juni 2015. https://www.webcitation.org/6ZeEB9Ija?url=http://www.scb.se/Grupp/Hitta_statistik/Historisk_statistik/_Dokument/SOS/Folkrakningen_1960_02.pdf. Läst 16 november 2017 Arkiverad 24 september 2015 hämtat från the Wayback Machine.